# عالمکلا
عالمکلا، روستایی از توابع بخش شیرگاه شهرستان سوادکوه در استان مازندران ایران است.

## جمعیت
این روستا در دهستان لفور قرار دارد و براساس سرشماری مرکز آمار ایران در سال ۱۳۸۵، جمعیت آن ۵۰۳ نفر (۱۵۵خانوار) بوده‌است.